# Siegward Bach
Siegward Bach (* 1929; † 17. Januar 2016) war ein deutscher Artist.

## Leben
Siegward Bach stammte aus der Breslauer Artistenschule von Hans Zimmer. Nach dem Zweiten Weltkrieg fanden sich die Breslauer Artisten unter Zimmers Führung in Dresden zu einer neuen Camilla-Mayer-Truppe zusammen. Als erster Artist überquerte Bach 1948 ein auf der Zugspitze gespanntes Hochseil. Bei einem Auftritt 1948 in Dortmund verlobte er sich mit der Kollegin Gisela Lenort auf dem Hochseil, was Erich Kästner in einer Satire thematisierte.
Bach war ab 1949 Mitglied und leitender Artist der Münchner Zugspitzartisten. Mit einem Hochseilprogramm traten die Artisten weltweit auf. Die Erlöse aus den Veranstaltungen kamen weitgehend sozialen Zwecken zugute. Mit der Überquerung eines über dem Höllental (Wetterstein) gespannten Drahtseils auf einem Motorrad wurde Bach weltweit bekannt.

## Ehrungen
- Verdienstorden der Bundesrepublik Deutschland, Verdienstmedaille (1957)